# 债券保险
债券保险 是一项由债券保险商为债券的发行方提供的金融保险服务，一旦债券发行方无法履行偿还义务，债券保险商负责偿清剩余债务。保险服务的目的是令债券具有同债券保险商一样的超高信用评级，从而降低债券的实际利率，降低融资成本。
保险费决定于债券发行方的违约风险。
国债几乎从不入保。市政债券在70年代引入美国，至2002年有近四成入保。

## 主要债保商
在美国，主要债保商包括 FSA, AMBAC, CIFG, FGIC, AGC, MBIA 等。